# Catedral de San Jerónimo (Digne-les-Bains)
La catedral [de] San Jerónimo de Digne-les-Bains (en francés: Cathédrale Saint-Jérôme de Digne-les-Bains), o simplemente catedral de Digne-les-Bains, es una catedral católica francesa, y monumento histórico desde 1906, situada en la ciudad de Digne-les-Bains. Es la sede de la diócesis de Digne, Riez y Sisteron, antiguamente diócesis de Digne. La catedral de San Jerónimo es una de las dos catedrales con las que cuenta la ciudad de Digne-les-Bains. Situada en el corazón de la ciudad, en la colina de Rochas, sustituyó a partir del siglo XVI a la sede episcopal original en Notre-Dame-du-Bourg, un edificio románico tardío del siglo XIII, que ahora es un museo.

## Historia
Antoine de Guiramand, obispo de Digne desde 1479, fue el promotor de la construcción de la catedral de San Jerónimo  para atender el movimiento de la población de la ciudad en una ubicación más alta, más segura y defendible alrededor del castillo local. El edificio, erigido desde 1490 hasta 1500, es la obra de Antoine Brollion, maestro albañil en Barcelonnette. Originalmente, tenía una nave central de cuatro crujías  flanqueada por naves laterales a las que se añadieron capillas en el siglo XVII.
De 1846 a 1862, el arquitecto diocesano Antoine-Nicolas Bailly le añadió una crujía suplementaria y dotó a la catedral con una fachada inspirada en el estilo gótico del siglo XIII. En 1853, el herrero de arte Pierre Boulanger realizó todos las forjas y bisagras de las puertas de la fachada.
El edificio, clasificados como monumento histórico por orden de 30 de octubre de 1906, fue erigido en concatedral el 31 de julio de 1962.
San Jerónimo conserva un órgano de tribuna construido por Cavaillé-Coll en 1865. Situado en la parte posterior de la fachada en un buffet de estilo neogótico, está clasificado por su parte instrumental desde el 20 de octubre de 1976. Cuenta con 21 juegos en dos teclados y un pedalero.